# Англо-італійський кубок
А́нгло-італі́йський ку́бок (англ. Anglo-Italian Cup, італ. Coppa Anglo-Italiana) — футбольний турнір, що проводився між клубами Англії та Італії.

## Історія
Англо-італійський кубок проводився з 1969 року, коли «Свіндон Таун» переміг у Кубку футбольної ліги, але не зміг брати участь в Кубку ярмарків, так як грав у Третьому англійському дивізіоні. Розіграш кубка був припинений в 1973 році, але вже в 1975 році змагання з такою ж назвою було відновлено, тільки вже для напівпрофесійних команд. Останній розіграш Англо-італійського кубка для напівпрофесіоналів відбувся у 1987 році. У 1992 році кубок був відновлений між професійними клубами других дивізіонів Англії та Італії. Але через чотири сезони, в 1996 році, розіграш кубка був остаточно завершений через повну байдужість команд до цього турніру і збільшення кількості хуліганських дій між фанатами.

## Регламент
Спочатку обидві країни (Англія та Італія) виставляли по шість команд, які не були заграні у євротурнірах. Вони утворювали три групи, по дві команди від кожної країни. Матчі в групі проводилися у два кола, але команди з однієї країни один з одним не грали. Після закінчення групових змагань складався рейтинг команд для кожної країни по сумі набраних очок і забитих голів. Лідери даного рейтингу зустрічалися між собою у фінальному матчі.
У 1973 році регламент турніру змінився. Обидві країни виставляли по 8 команд, які ділилися на дві групи по 4 команди від кожної країни. У групі кожна команда грала з усіма командами з іншої країни по одному матчу. За підсумками чотирьох матчів складалися дві турнірні таблиці за кількістю набраних очок для кожної групи кожної країни — англійська та італійська рейтинги. Переможці кожного рейтингу виходили у півфінали, де грали з переможцем рейтингу іншої групи своєї країни — англійський та італійський півфінали. Таким чином, у фінал виходили італійська та англійська команда. Але і цей регламент був у турніру всього на один розіграш.
Починаючи з 1976 року Англія і Італія знову стали заявляти в турнір по 6 клубів. Команди ділилися на три групи по два клуби в кожній групі від країни. Кожен клуб грав чотири гри з командами іншої країни, два вдома і два в гостях. За підсумками цих чотирьох ігор складався рейтинг команд за набраними очками для кожної країни з усіх груп. Переможці груп грали між собою у фіналі.

## Фінали
| Сезон                    | Переможець      | Рахунок        | Фіналіст       |
| ------------------------ | --------------- | -------------- | -------------- |
| Професійні змагання      |                 |                |                |
| 1970                     | Свіндон Таун    | 3:0            | Наполі         |
| 1971                     | Блекпул         | 2:1            | Болонья        |
| 1972                     | Рома            | 3:1            | Блекпул        |
| 1973                     | Ньюкасл Юнайтед | 2:1            | Фіорентіна     |
| 1974                     | Вікем Вондерерз |                | Монца          |
| 1975                     | Лечче           |                | Скарборо       |
| Напівпрофесійні змагання |                 |                |                |
| 1976                     | Монца           | 1:0            | Вімблдон       |
| 1977                     | Лекко           | 3:0            | Бат Сіті       |
| 1978                     | Удінезе         | 5:0            | Бат Сіті       |
| 1979                     | Саттон Юнайтед  | 2:1            | К'єті          |
| 1980                     | Трієстіна       | 0:0 (пен. 5:4) | Саттон Юнайтед |
| 1981                     | Модена          | 4:1            | Пул Таун       |
| 1982                     | Модена          | 1:0            | Саттон Юнайтед |
| 1983                     | Козенца         | 2:0            | Падова         |
| 1984                     | Франкавілла     | 2:0            | Терамо         |
| 1985                     | Понтедера       | 2:1            | Ліворно        |
| 1986                     | П'яченца        | 5:1            | Понтедера      |
| Професійні змагання      |                 |                |                |
| 1992/93                  | Кремонезе       | 3:1            | Дербі Каунті   |
| 1993/94                  | Брешія          | 3:1            | Ноттс Каунті   |
| 1994/95                  | Ноттс Каунті    | 2:1            | Асколі         |
| 1995/96                  | Дженоа          | 5:2            | Порт Вейл      |